# غاريث برايس
غاريث برايس (بالإنجليزية: Gareth Price)‏ هو لاعب دوري الرغبي بريطاني، ولد في 26 أغسطس 1980 في سوانزي في المملكة المتحدة.